# Coupe du monde de saut à ski 2014-2015
Navigation
Édition précédente Édition suivante
La coupe du monde de saut à ski 2014-2015 est la 36e édition de la coupe du monde de saut à ski pour les messieurs et la 4e saison pour les dames, compétition de saut à ski organisée annuellement. Elle se déroule du 21 novembre 2014 au 22 mars 2015.

## Programme de la saison

### Hommes
36 épreuves ont lieu (au lieu de 37), dont 5 par équipes à travers 21 étapes, soit 20 en Europe et 1 au Japon.
| \| Klingenthal Ruka Lillehammer Nijni Taguil Engelberg Oberstdorf Garmisch Innsbruck Bischofshofen Tauplitz Wisla Zakopane Willingen Titisee-Neustadt Vikersund Lahti Kuopio Trondheim Oslo Planica \| Sites des compétitions (+Sapporo, Japon) |
| Klingenthal Ruka Lillehammer Nijni Taguil Engelberg Oberstdorf Garmisch Innsbruck Bischofshofen Tauplitz Wisla Zakopane Willingen Titisee-Neustadt Vikersund Lahti Kuopio Trondheim Oslo Planica                                                |

### Femmes
| \| Lillehammer Hinzenbach Oberstdorf Ljubno Râșnov Oslo \| Sites des compétitions en Europe |
| Lillehammer Hinzenbach Oberstdorf Ljubno Râșnov Oslo                                        |

| \| Zao Sapporo \| Sites des compétitions au Japon |
| Zao Sapporo                                       |

## Attribution des points
Les manches de Coupe du monde donnent lieu à l'attribution de points, dont le total détermine le classement général de la Coupe du monde.

Ces points sont attribués selon cette répartition :
| Place  | 1   | 2  | 3  | 4  | 5  | 6  | 7  | 8  | 9  | 10 | 11 | 12 | 13 | 14 | 15 | 16 | 17 | 18 | 19 | 20 | 21 | 22 | 23 | 24 | 25 | 26 | 27 | 28 | 29 | 30 |
| ------ | --- | -- | -- | -- | -- | -- | -- | -- | -- | -- | -- | -- | -- | -- | -- | -- | -- | -- | -- | -- | -- | -- | -- | -- | -- | -- | -- | -- | -- | -- |
| Points | 100 | 80 | 60 | 50 | 45 | 40 | 36 | 32 | 29 | 26 | 24 | 22 | 20 | 18 | 16 | 15 | 14 | 13 | 12 | 11 | 10 | 9  | 8  | 7  | 6  | 5  | 4  | 3  | 2  | 1  |

## Classements Généraux

### Hommes
| Rang | Nom                   | Points |
| ---- | --------------------- | ------ |
| 1    | Severin Freund        | 1729   |
| 1    | Peter Prevc           | 1729   |
| 3    | Stefan Kraft          | 1578   |
| 4    | Anders Fannemel       | 1161   |
| 5    | Michael Hayböck       | 1157   |
| 6    | Noriaki Kasai         | 1137   |
| 7    | Roman Koudelka        | 1113   |
| 8    | Rune Velta            | 848    |
| 9    | Kamil Stoch           | 820    |
| 10   | Gregor Schlierenzauer | 739    |

| Rang | Nom                  | Points |
| ---- | -------------------- | ------ |
| 1    | Peter Prevc          | 345    |
| 2    | Severin Freund       | 336    |
| 3    | Jurij Tepeš          | 287    |
| 4    | Noriaki Kasai        | 227    |
| 5    | Rune Velta           | 200    |
| 6    | Anders Fannemel      | 197    |
| 7    | Stefan Kraft         | 190    |
| 8    | Johann André Forfang | 151    |
| 9    | Michael Neumayer     | 107    |
| 10   | Daiki Ito            | 99     |

| Rang | Nom                | Points |
| ---- | ------------------ | ------ |
| 1    | Allemagne          | 5533   |
| 2    | Norvège            | 5496   |
| 3    | Autriche           | 5193   |
| 4    | Slovénie           | 4994   |
| 5    | Japon              | 3501   |
| 6    | Pologne            | 2282   |
| 7    | République tchèque | 1839   |
| 8    | Suisse             | 950    |
| 9    | Finlande           | 760    |
| 10   | Russie             | 487    |

Finalement, c'est l'Allemand Severin Freund qui remporte le Globe de Cristal, grâce à neuf victoires contre trois pour le Slovène Peter Prevc.

### Femmes
| Rang | Nom                        | Points |
| ---- | -------------------------- | ------ |
| 1    | Daniela Iraschko-Stolz     | 1007   |
| 2    | Sara Takanashi             | 973    |
| 3    | Carina Vogt                | 672    |
| 4    | Spela Rogelj               | 581    |
| 5    | Yuki Ito                   | 434    |
| 6    | Maja Vtic                  | 418    |
| 7    | Eva Pinkelnig              | 408    |
| 8    | Sarah Hendrickson          | 399    |
| 9    | Jacqueline Seifriedsberger | 370    |
| 10   | Nita Englund               | 332    |

| Rang | Nation     | Points |
| ---- | ---------- | ------ |
| 1    | Autriche   | 1970   |
| 2    | Japon      | 1638   |
| 3    | Allemagne  | 1481   |
| 4    | Slovénie   | 1337   |
| 5    | États-Unis | 1013   |
| 6    | Norvège    | 659    |
| 7    | Russie     | 490    |
| 8    | France     | 368    |
| 9    | Canada     | 230    |
| 10   | Finlande   | 121    |

## Calendrier

### Hommes

#### Épreuves individuelles
| Étape                                                                            | Lieu                                            | Tremplin                                        | Date                                            | Vainqueur                                                           | Deuxième                                                            | Troisième                                                           | Leader de la coupe du monde                                         |
| 1                                                                                | Klingenthal                                     | HS 140                                          | 23 novembre 2014                                | Roman Koudelka                                                      | Stefan Kraft                                                        | Andreas Wellinger                                                   | Roman Koudelka                                                      |
| 2                                                                                | Ruka                                            | HS 142                                          | 28 novembre 2014                                | Simon Ammann                                                        | Daiki Ito                                                           | Noriaki Kasai                                                       | Simon Ammann                                                        |
| 3                                                                                | Ruka                                            | HS 142                                          | 29 novembre 2014                                | Simon Ammann Noriaki Kasai                                          | -                                                                   | Severin Freund                                                      | Simon Ammann                                                        |
| 4                                                                                | Lillehammer                                     | HS 138                                          | 6 décembre 2014                                 | Gregor Schlierenzauer                                               | Anders Fannemel                                                     | Michael Hayböck                                                     | Simon Ammann                                                        |
| 5                                                                                | Lillehammer                                     | HS 138                                          | 7 décembre 2014                                 | Roman Koudelka                                                      | Peter Prevc                                                         | Michael Hayböck                                                     | Roman Koudelka                                                      |
| 6                                                                                | Nijni Taguil                                    | HS 134                                          | 13 décembre 2014                                | Anders Fannemel                                                     | Gregor Schlierenzauer                                               | Severin Freund                                                      | Anders Fannemel                                                     |
| 7                                                                                | Nijni Taguil                                    | HS 134                                          | 14 décembre 2014                                | Severin Freund                                                      | Anders Fannemel                                                     | Stefan Kraft                                                        | Anders Fannemel                                                     |
| 8                                                                                | Engelberg                                       | HS 137                                          | 20 décembre 2014                                | Richard Freitag                                                     | Roman Koudelka                                                      | Michael Hayböck Jernej Damjan                                       | Anders Fannemel                                                     |
| 9                                                                                | Engelberg                                       | HS 137                                          | 21 décembre 2014                                | Roman Koudelka                                                      | Simon Ammann                                                        | Michael Hayböck                                                     | Anders Fannemel                                                     |
| 63e Tournée des Quatre tremplins (27 décembre 2014 au 6 janvier 2015)            |                                                 |                                                 |                                                 |                                                                     |                                                                     |                                                                     |                                                                     |
| 10                                                                               | Oberstdorf                                      | HS 137                                          | 29 décembre 2014                                | Stefan Kraft                                                        | Michael Hayböck                                                     | Peter Prevc                                                         | Michael Hayböck                                                     |
| 11                                                                               | Garmisch                                        | HS 140                                          | 1er janvier 2015                                | Anders Jacobsen                                                     | Simon Ammann                                                        | Peter Prevc                                                         | Michael Hayböck                                                     |
| 12                                                                               | Innsbruck                                       | HS 130                                          | 4 janvier 2015                                  | Richard Freitag                                                     | Stefan Kraft                                                        | Simon Ammann Noriaki Kasai                                          | Michael Hayböck                                                     |
| 13                                                                               | Bischofshofen                                   | HS 140                                          | 6 janvier 2015                                  | Michael Hayböck                                                     | Noriaki Kasai                                                       | Stefan Kraft                                                        | Michael Hayböck                                                     |
| Tournée des Quatre tremplins - Classement Final                                  | Tournée des Quatre tremplins - Classement Final | Tournée des Quatre tremplins - Classement Final | Tournée des Quatre tremplins - Classement Final | Stefan Kraft                                                        | Michael Hayböck                                                     | Peter Prevc                                                         |                                                                     |
| 14                                                                               | Tauplitz                                        | HS 200                                          | 10 janvier 2015                                 | Severin Freund                                                      | Stefan Kraft                                                        | Jurij Tepeš                                                         | Michael Hayböck                                                     |
| -                                                                                | Tauplitz                                        | HS 200                                          | 11 janvier 2015                                 | Concours annulé (Rafales de vent)                                   | Concours annulé (Rafales de vent)                                   | Concours annulé (Rafales de vent)                                   | Concours annulé (Rafales de vent)                                   |
| 15                                                                               | Wisła                                           | HS 134                                          | 15 janvier 2015                                 | Stefan Kraft                                                        | Peter Prevc                                                         | Severin Freund                                                      | Stefan Kraft                                                        |
| 16                                                                               | Zakopane                                        | HS 134                                          | 18 janvier 2015                                 | Kamil Stoch                                                         | Stefan Kraft                                                        | Severin Freund                                                      | Stefan Kraft                                                        |
| 17                                                                               | Sapporo                                         | HS 134                                          | 24 janvier 2015                                 | Peter Prevc                                                         | Stefan Kraft                                                        | Roman Koudelka                                                      | Stefan Kraft                                                        |
| 18                                                                               | Sapporo                                         | HS 134                                          | 25 janvier 2015                                 | Roman Koudelka                                                      | Kamil Stoch                                                         | Peter Prevc                                                         | Stefan Kraft                                                        |
| 19                                                                               | Willingen                                       | HS 145                                          | 30 janvier 2015                                 | Kamil Stoch                                                         | Peter Prevc                                                         | Severin Freund                                                      | Stefan Kraft                                                        |
| 20                                                                               | Willingen                                       | HS 145                                          | 1er février 2015                                | Severin Freund                                                      | Rune Velta                                                          | Roman Koudelka                                                      | Stefan Kraft                                                        |
| -                                                                                | Liberec                                         | HS 134                                          | 7 février 2015                                  | Concours annulés (Raison économique) et Reportés à Titisee-Neustadt | Concours annulés (Raison économique) et Reportés à Titisee-Neustadt | Concours annulés (Raison économique) et Reportés à Titisee-Neustadt | Concours annulés (Raison économique) et Reportés à Titisee-Neustadt |
| -                                                                                | Liberec                                         | HS 134                                          | 8 février 2015                                  | Concours annulés (Raison économique) et Reportés à Titisee-Neustadt | Concours annulés (Raison économique) et Reportés à Titisee-Neustadt | Concours annulés (Raison économique) et Reportés à Titisee-Neustadt | Concours annulés (Raison économique) et Reportés à Titisee-Neustadt |
| 21                                                                               | Titisee-Neustadt (Remplace Liberec)             | HS 142                                          | 7 février 2015                                  | Severin Freund                                                      | Stefan Kraft                                                        | Peter Prevc                                                         | Stefan Kraft                                                        |
| 22                                                                               | Titisee-Neustadt (Remplace Liberec)             | HS 142                                          | 8 février 2015                                  | Anders Fannemel                                                     | Kamil Stoch                                                         | Roman Koudelka                                                      | Stefan Kraft                                                        |
| 23                                                                               | Vikersund                                       | HS 225                                          | 14 février 2015                                 | Peter Prevc                                                         | Anders Fannemel                                                     | Noriaki Kasai                                                       | Peter Prevc                                                         |
| 24                                                                               | Vikersund                                       | HS 225                                          | 15 février 2015                                 | Severin Freund                                                      | Anders Fannemel                                                     | Johann André Forfang                                                | Peter Prevc                                                         |
| Championnats du monde de ski nordique 2015 à Falun (18 février au 1er mars 2015) |                                                 |                                                 |                                                 |                                                                     |                                                                     |                                                                     |                                                                     |
| 25                                                                               | Lahti                                           | HS 130                                          | 8 mars 2015                                     | Stefan Kraft                                                        | Severin Freund                                                      | Anders Fannemel                                                     | Peter Prevc                                                         |
| 26                                                                               | Kuopio                                          | HS 127                                          | 10 mars 2015                                    | Severin Freund                                                      | Anders Bardal                                                       | Stefan Kraft Simon Ammann                                           | Stefan Kraft                                                        |
| 27                                                                               | Trondheim                                       | HS 138                                          | 12 mars 2015                                    | Severin Freund                                                      | Peter Prevc                                                         | Rune Velta                                                          | Severin Freund                                                      |
| 28                                                                               | Oslo                                            | HS 134                                          | 14 mars 2015                                    | Severin Freund                                                      | Peter Prevc                                                         | Rune Velta                                                          | Severin Freund                                                      |
| 29                                                                               | Oslo                                            | HS 134                                          | 15 mars 2015                                    | Severin Freund                                                      | Noriaki Kasai                                                       | Peter Prevc Kamil Stoch                                             | Severin Freund                                                      |
| 30                                                                               | Planica                                         | HS 215                                          | 20 mars 2015                                    | Peter Prevc                                                         | Jurij Tepeš                                                         | Stefan Kraft                                                        | Severin Freund                                                      |
| 31                                                                               | Planica                                         | HS 215                                          | 22 mars 2015                                    | Jurij Tepeš                                                         | Peter Prevc                                                         | Rune Velta                                                          | Severin Freund Peter Prevc                                          |

| Épreuves comptant pour le Vol à ski |

#### Épreuves par équipes
| Étape | Lieu        | Tremplin | Date             | Vainqueurs                                                                             | Deuxièmes                                                                            | Troisièmes                                                                      |
| ----- | ----------- | -------- | ---------------- | -------------------------------------------------------------------------------------- | ------------------------------------------------------------------------------------ | ------------------------------------------------------------------------------- |
| 1     | Klingenthal | HS 140   | 22 novembre 2014 | Allemagne - Markus Eisenbichler - Richard Freitag - Andreas Wellinger - Severin Freund | Japon - Reruhi Shimizu - Daiki Ito - Noriaki Kasai - Taku Takeuchi                   | Norvège - Rune Velta - Anders Jacobsen - Anders Fannemel - Anders Bardal        |
| 2     | Zakopane    | HS 134   | 17 janvier 2015  | Allemagne - Michael Neumayer - Marinus Kraus - Richard Freitag - Severin Freund        | Autriche - Michael Hayboeck - Gregor Schlierenzauer - Thomas Diethart - Stefan Kraft | Slovénie - Jurij Tepes - Nejc Dezman - Jernej Damjan - Peter Prevc              |
| 3     | Willingen   | HS 145   | 31 janvier 2015  | Slovénie - Jurij Tepes - Nejc Dezman - Jernej Damjan - Peter Prevc                     | Allemagne - Markus Eisenbichler - Marinus Kraus - Richard Freitag - Severin Freund   | Norvège - Tom Hilde - Anders Jacobsen - Anders Fannemel - Rune Velta            |
| 4     | Lahti       | HS 130   | 7 mars 2015      | Norvège - Anders Bardal - Anders Jacobsen - Anders Fannemel - Rune Velta               | Allemagne - Richard Freitag - Marinus Kraus - Markus Eisenbichler - Severin Freund   | Japon - Shohei Tochimoto - Taku Takeuchi - Daiki Ito - Noriaki Kasai            |
| 5     | Planica     | HS 215   | 21 mars 2015     | Slovénie - Jurij Tepes - Anže Semenič - Robert Kranjec - Peter Prevc                   | Autriche - Stefan Kraft - Michael Hayböck - Manuel Fettner - Gregor Schlierenzauer   | Norvège - Johann André Forfang - Kenneth Gangnes - Anders Fannemel - Rune Velta |

### Femmes

#### Épreuves individuelles
| Étape                                                                             | Lieu        | Épreuve | Date             | Vainqueur                         | Deuxième                          | Troisième                         | Leader de la Coupe du monde                  |
| 1                                                                                 | Lillehammer | HS 100  | 5 décembre 2014  | Špela Rogelj                      | Daniela Iraschko                  | Sara Takanashi                    | Špela Rogelj                                 |
| 2                                                                                 | Sapporo     | HS 100  | 10 janvier 2015  | Sara Takanashi                    | Daniela Iraschko                  | Špela Rogelj                      | Špela Rogelj Daniela Iraschko Sara Takanashi |
| 3                                                                                 | Sapporo     | HS 100  | 11 janvier 2015  | Sara Takanashi                    | Carina Vogt                       | Chiara Hoelzl                     | Sara Takanashi                               |
| -                                                                                 | Zaō         | HS 100  | 17 janvier 2015  | Concours annulé (rafales de vent) | Concours annulé (rafales de vent) | Concours annulé (rafales de vent) | Sara Takanashi                               |
| 4                                                                                 | Zaō         | HS 100  | 18 janvier 2015  | Carina Vogt                       | Irina Avvakumova                  | Špela Rogelj                      | Sara Takanashi                               |
| 5                                                                                 | Oberstdorf  | HS106   | 24 janvier 2015  | Daniela Iraschko                  | Carina Vogt                       | Sara Takanashi                    | Sara Takanashi                               |
| 6                                                                                 | Oberstdorf  | HS106   | 25 janvier 2015  | Daniela Iraschko                  | Carina Vogt                       | Taylor Henrich                    | Daniela Iraschko                             |
| 7                                                                                 | Hinzenbach  | HS 94   | 31 janvier 2015  | Daniela Iraschko                  | Carina Vogt                       | Sara Takanashi                    | Daniela Iraschko                             |
| 8                                                                                 | Hinzenbach  | HS 94   | 1er février 2015 | Carina Vogt                       | Daniela Iraschko                  | Špela Rogelj                      | Daniela Iraschko                             |
| Championnats du monde junior de ski nordique 2015 à Almaty (01 au 8 février 2015) |             |         |                  |                                   |                                   |                                   |                                              |
| 9                                                                                 | Râșnov      | HS 100  | 7 février 2015   | Daniela Iraschko                  | Sara Takanashi                    | Maren Lundby                      | Daniela Iraschko                             |
| 10                                                                                | Râșnov      | HS 100  | 8 février 2015   | Sara Takanashi                    | Nita Englund                      | Daniela Iraschko                  | Daniela Iraschko                             |
| 11                                                                                | Ljubno      | HS 95   | 14 février 2015  | Sara Takanashi                    | Daniela Iraschko                  | Sarah Hendrickson                 | Daniela Iraschko                             |
| 12                                                                                | Ljubno      | HS 95   | 15 février 2015  | Daniela Iraschko Sara Takanashi   |                                   | Sarah Hendrickson                 | Daniela Iraschko                             |
| Championnats du monde de ski nordique 2015 à Falun (18 février au 1er mars 2015)  |             |         |                  |                                   |                                   |                                   |                                              |
| 13                                                                                | Oslo        | HS 134  | 13 mars 2015     | Sara Takanashi                    | Sarah Hendrickson                 | Taylor Henrich                    | Daniela Iraschko                             |

#### Épreuve par équipes
Durant cette saison, aucune épreuve par équipe n'est prévue.